# Ольер, Нарсис
Нарси́с Олье́р-и-Moра́гас  (исп. Narcís Oller i Moragas; 1846—1930) — испанский писатель-реалист и натуралист, писавший на каталонском языке.

## Биография
Нарсис Ольер, сирота, выросший без отца и воспитанный в духе либеральной идеологии, унаследовал страсть к литературе от дяди по матери. Свою карьеру начал, изучая право в Барселоне, после чего смог поступить на государственную службу в роли государственного адвоката.
Хотя Ольер начинал писать на испанском, после победы Вердагера и Гимера́ на Цветочных играх 1877, прислушавшись к совету своего кузена Хосе Иксарта, писатель перешёл на каталонский. Чаще всего он публиковался и писал для журналов «Возрождение» (La Renaixença), Каталонского иллюстрированного журнала (La Il·lustració Catalana) и для L'Avenç.
Ольер получил право называться первым писателем-натуралистом в Каталонии благодаря своему роману «Рapallona» (Бабочка) (1882). Несмотря на то, что Ольер предпочитал прозу,   отметился он и драматическими произведениями (Teatre d’aficionats (1900), Renyines d’enamorats (1926)). Творчество Нарсиса Ольера эволюционировало от реализма к Натурализму. Особенности перемены авторского стиля отметил Эмиль Золя в 1882 в своем прологе к французскому переводу романа «Papallona»: «El Papillon».
Произведения Ольера были переведены на множество языков. Он, в свою очередь, перевел на каталонский язык романы Ивана Павловского, Льва Толстого, Карло Гольдони, Александра Дюма и т.д.